# Аллея Героев (Санкт-Петербург)

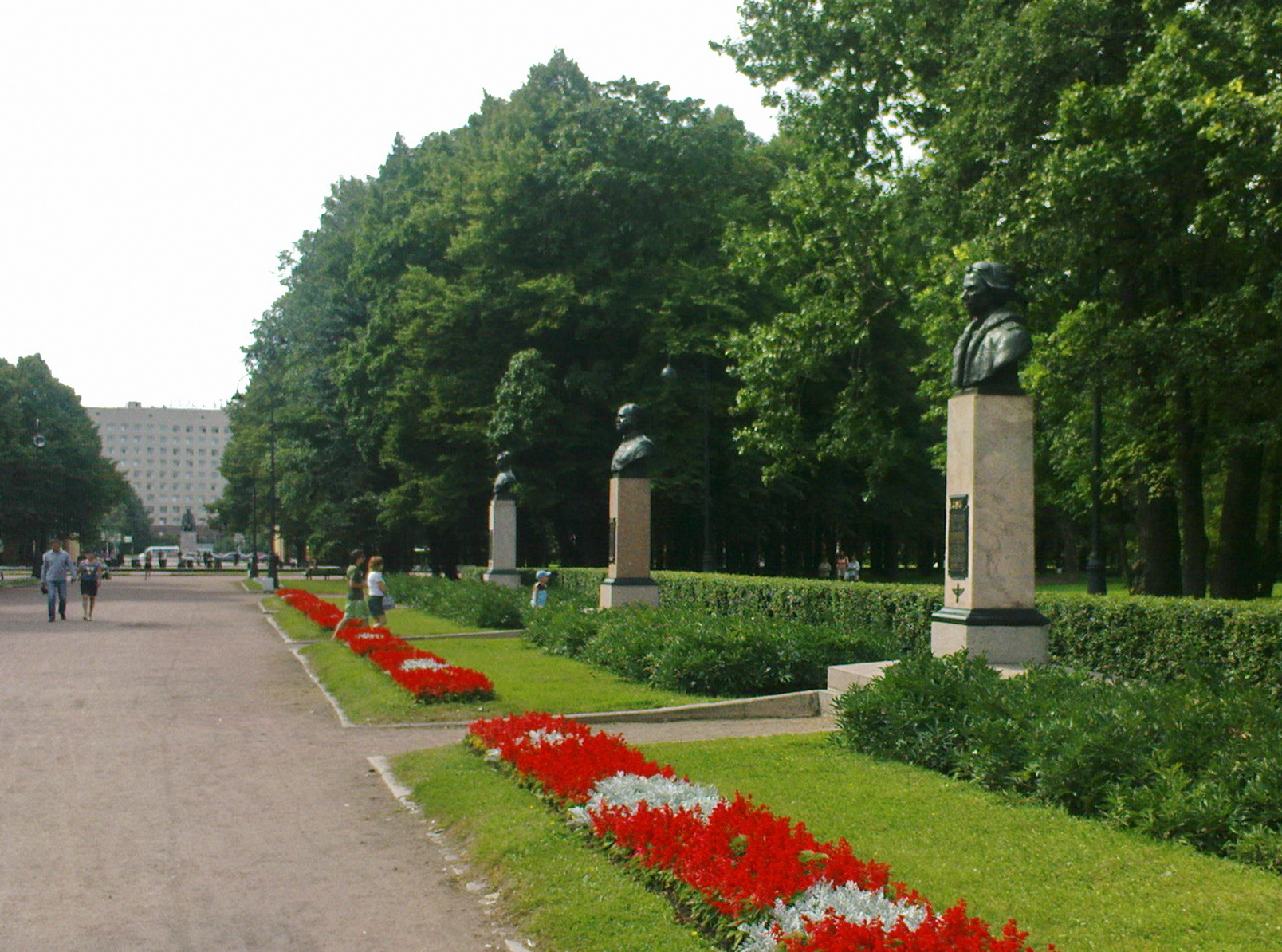
Общий вид

Аллея Героев является композиционной осью Московского парка Победы.
Аллея начинается от пропилей главного входа в парк, за которыми на круглой площади сформированной незадолго до войны, в 1951 году сооружён фонтан «Слава» в виде отлитого в бронзе огромного лаврового венка на круглых орнаментированных опорах. Она обрамлена двумя рядами бюстов дважды Героев Советского Союза — уроженцев Ленинграда. Их установка была предусмотрена в первоначальном проекте парка, разработанном архитекторами Е. И. Катониным, В. Д. Кирхоглани, М. А. Шепилевским и Т. Б. Дубяго. Все шесть памятников установлены в соответствии с Указами Президиума Верховного Совета СССР.
Через несколько десятилетий после открытия парка Победы на Аллее Героев были установлены памятники-бюсты дважды Героев Социалистического Труда, уроженцев Ленинграда. По своему масштабу, образному строю и стилистике эти памятники являются продолжением комплекса, посвященного героям войны.

## Увековеченные лица
В начале Аллеи Героев установлены памятники Зое Космодемьянской (в 1951 году) и Александру Матросову. По инициативе ветеранов войны к 50-летию Победы в центре Аллеи Героев был установлен памятник Маршалу Советского Союза Г. К. Жукову. Памятник выполнен в традициях соцреализма. Также установлены памятники Голубеву, Осипову, Ракову, Фёдорову
27 мая 2010 года открыт бронзовый бюст известного исследователя Арктики и Антарктики, океанолога и парламентария Артура Чилингарова. Скульптор М. Ф. Согоян.

## Памятники

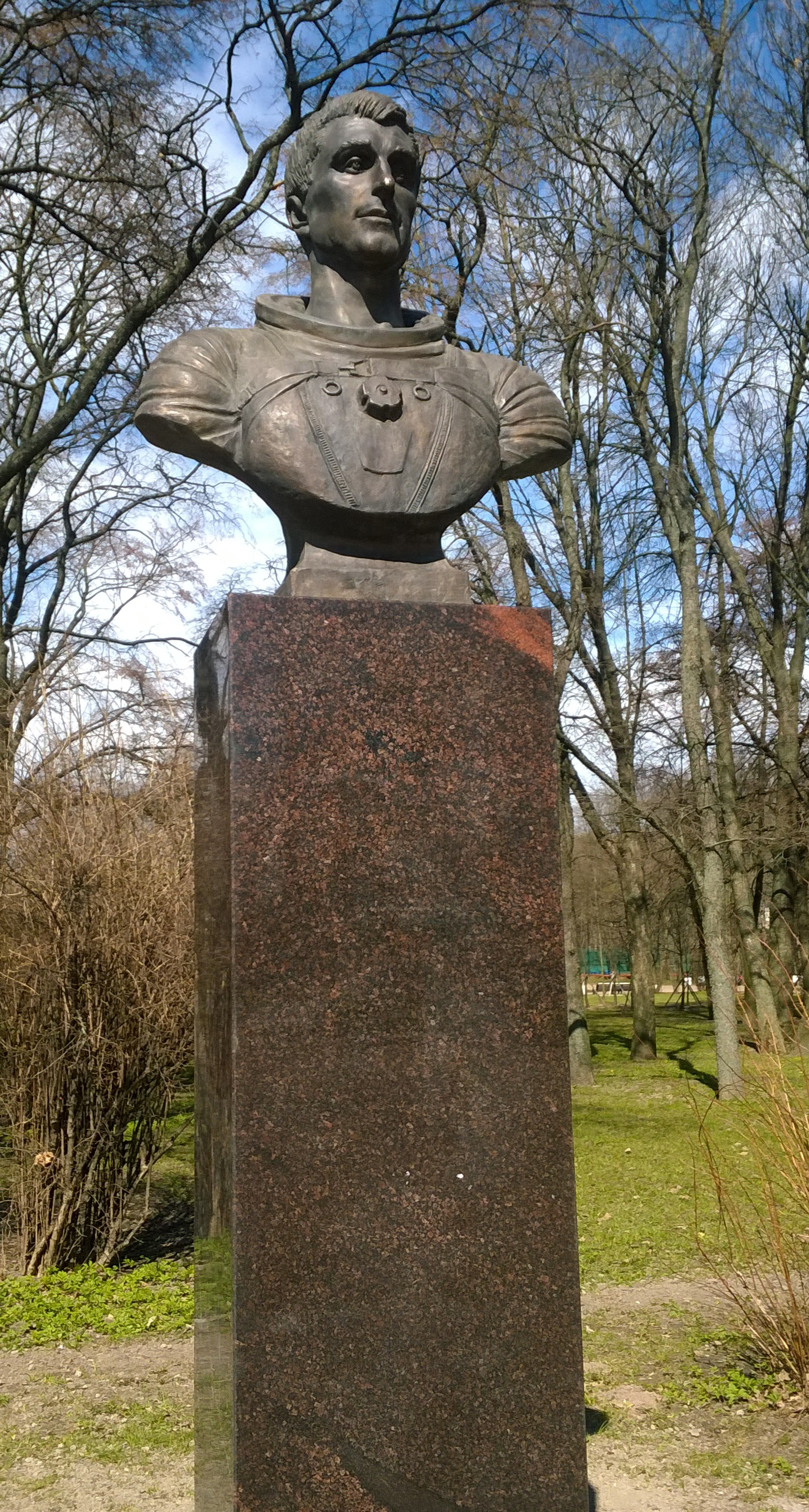
Бюст С. К. Крикалёва. 2017 г., ск. А. А. Архипов, арх. Ф. К. Романовский
Бюст В. М. Голубева. 1948 г., ск. Д. П. Шварц, арх. М. А. Шепилевский, В. Д. Кирхоглани
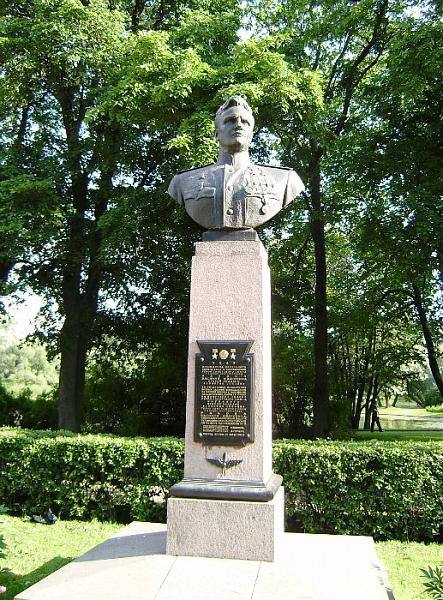
Бюст В. И. Ракова. 1950 г., ск. Т. С. Кирпичникова, арх. М. А. Шепилевский, В. Д. Кирхоглани
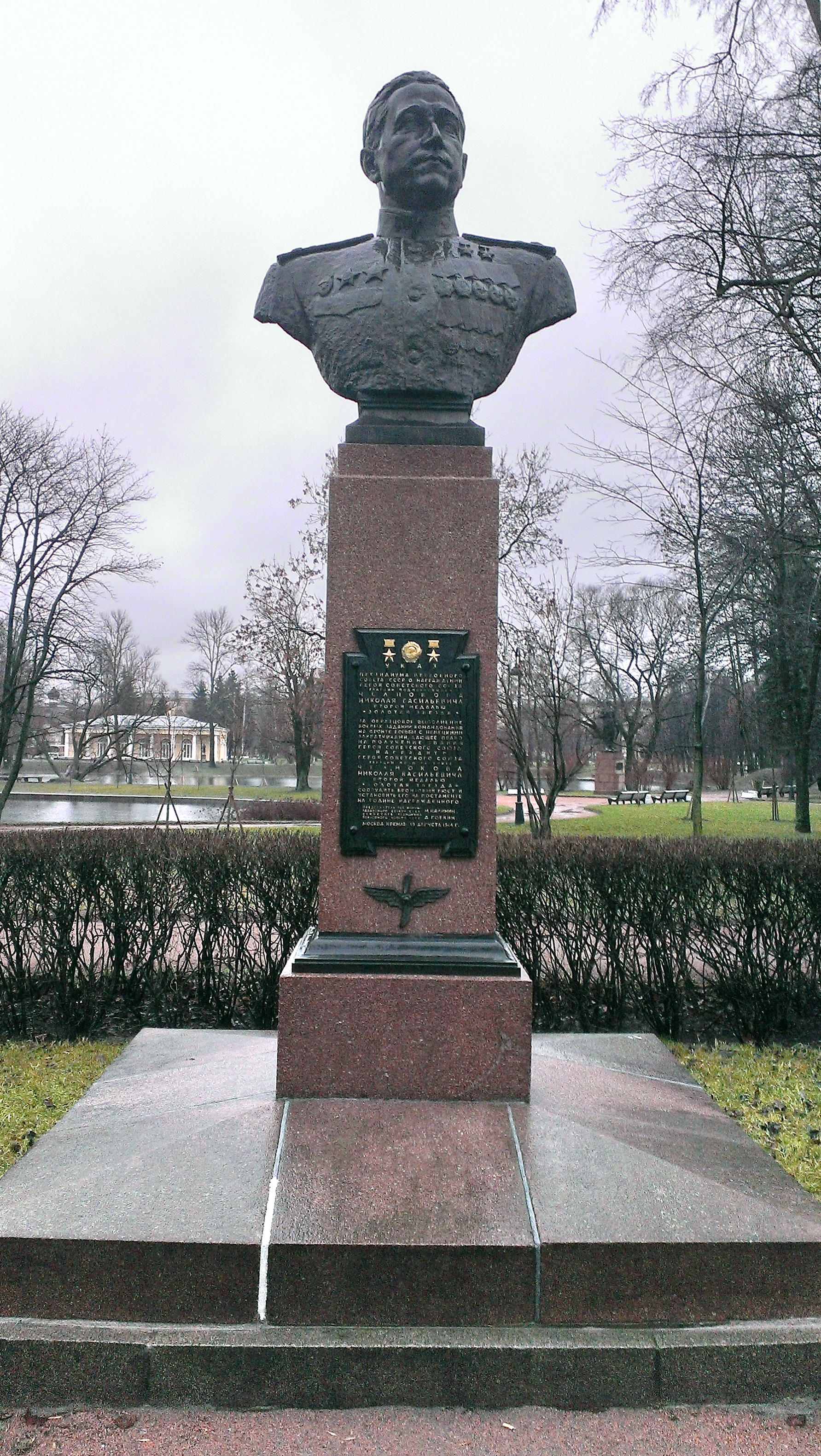
Бюст Н. В. Челнокова. 1951 г., ск. Н. А. Соколов, арх. М. Ф. Егоров, В. Д. Кирхоглани
Бюст С. И. Богданова. 1953 г., ск. Л. Е. Кербель, арх. М. А. Шепилевский, В. Д. Кирхоглани
Бюст Г. М. Гречко. 1983 г., ск. Ю. С. Динес, арх. М. М. Волков
Бюст В. А. Смирнова. 1983 г., ск. Н. С. Кочуков, арх. Ф. А. Гепнер
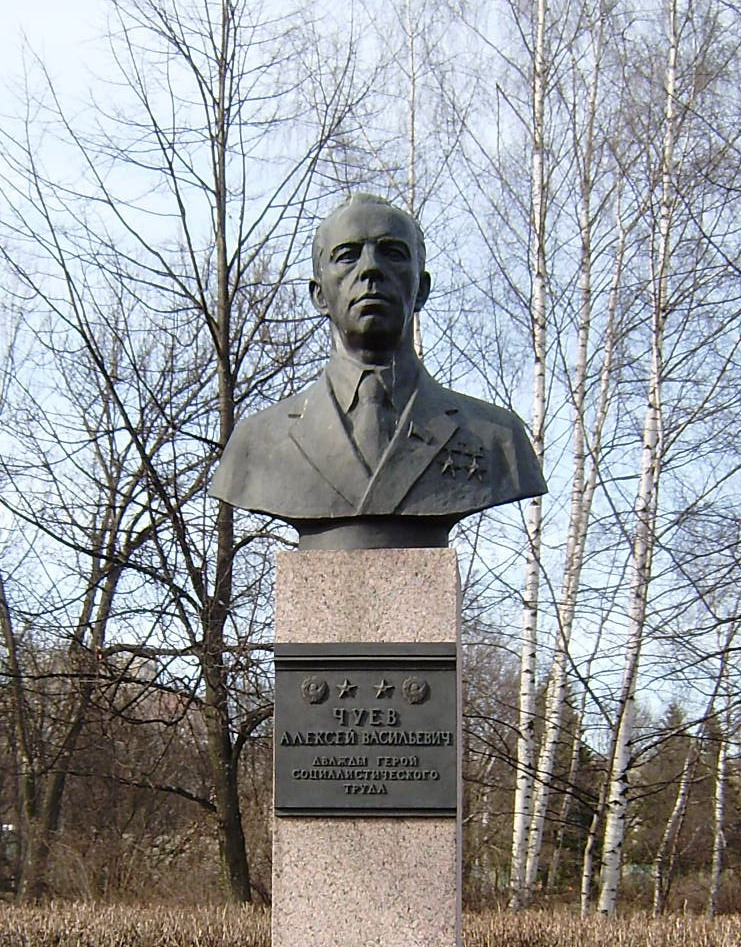
Бюст А. В. Чуева
Бюст Г. С. Улановой. 1984 г., ск. М. К. Аникушин, арх. В. Б. Бухаев
Чилингарову Артуру Николаевичу  ск. Согоян Ф. М., 2010.
Бюст Героя Советского Союза Героя Российской Федерации полковника Николая Майданова
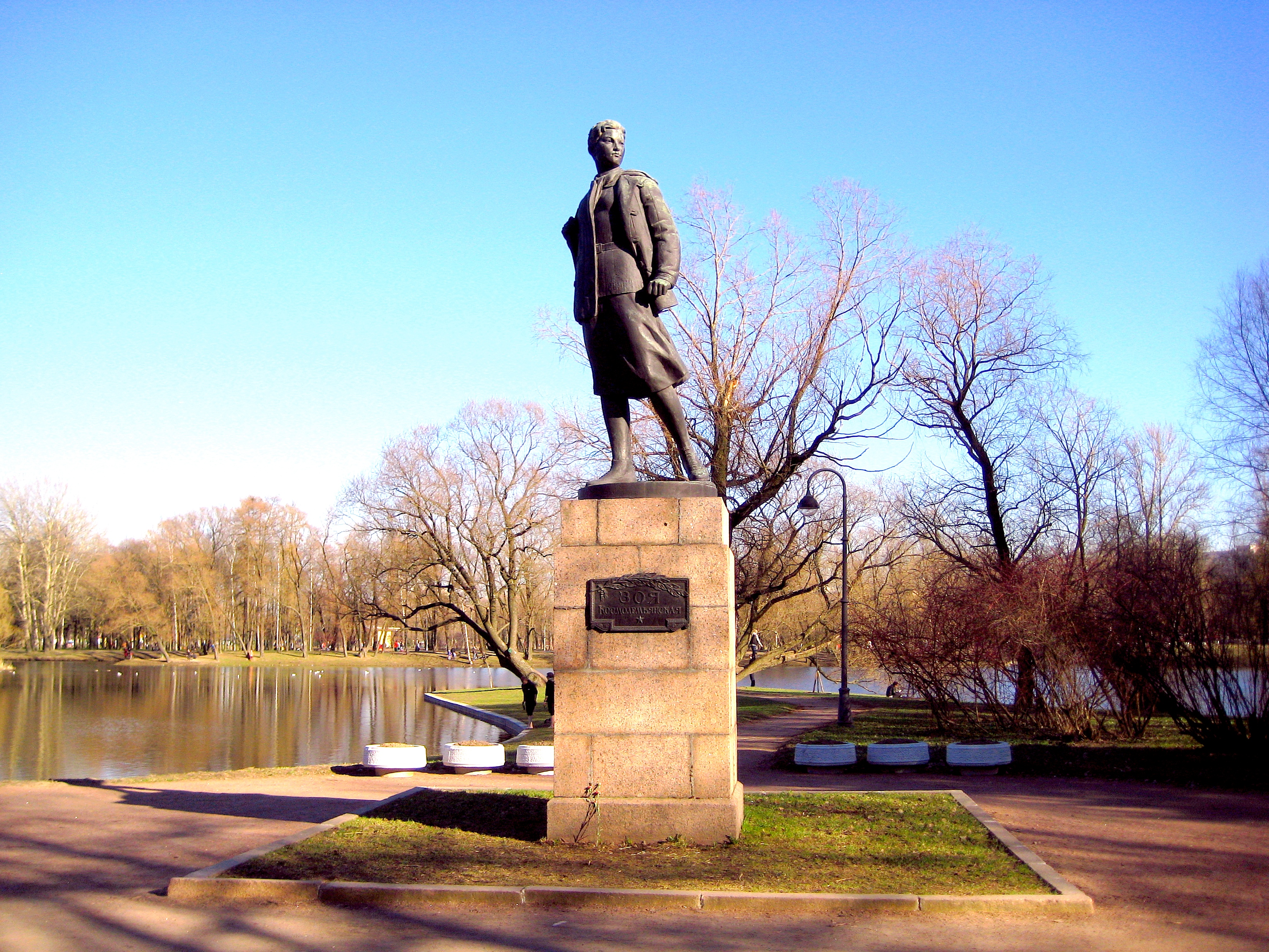
Памятник З. А. Космодемьянской. 1951 г., ск. М. Г. Манизер, арх. В. Д. Кирхоглани
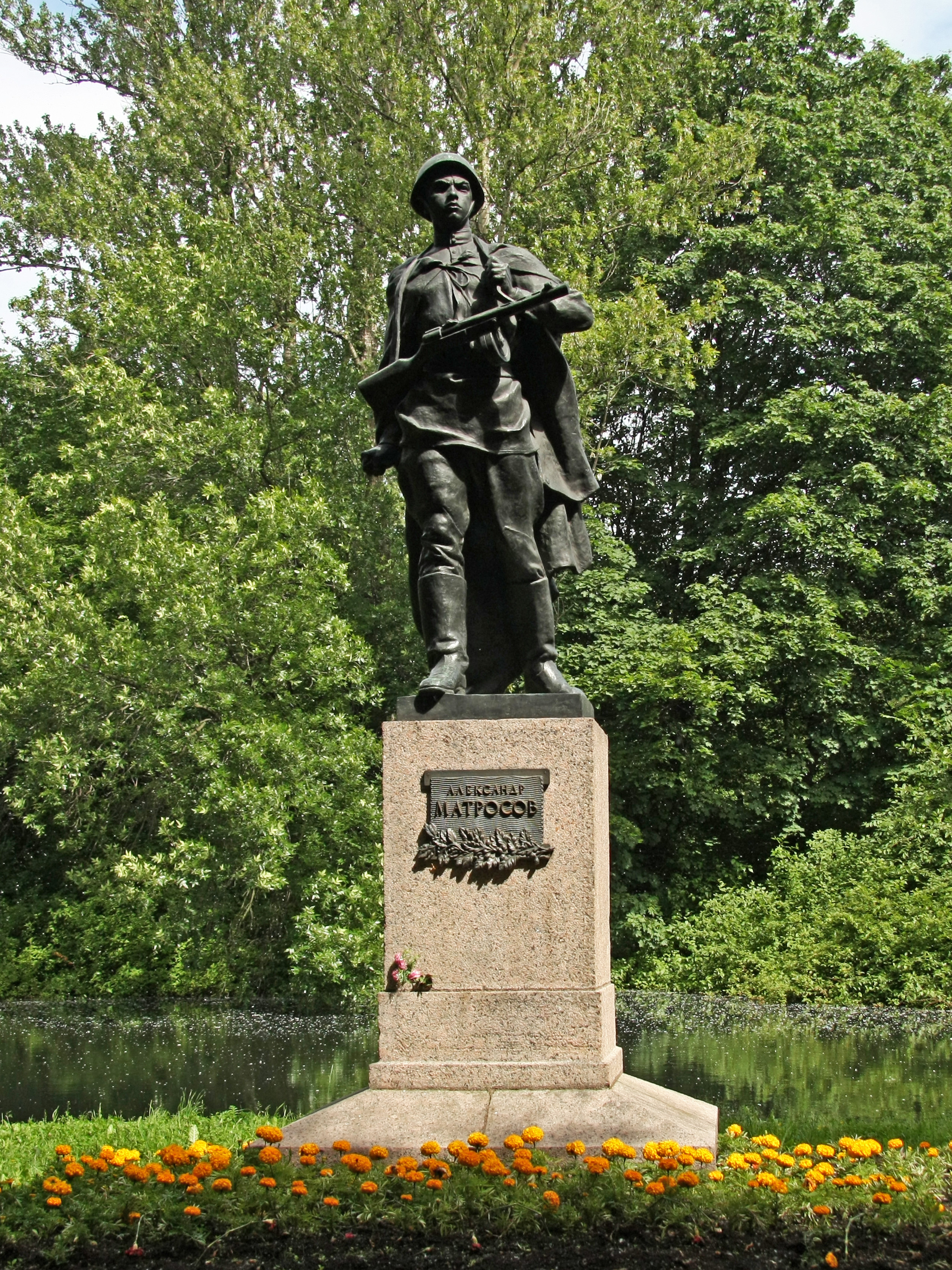
Памятник А. М. Матросову. 1951 г., ск. Л. Ю. Эйдлин, арх. В. Д. Кирхоглани
Памятник Г. К. Жукову. 1995 г., ск. Я. Я. Нейман, арх. Ф. А. Гепнер